# 21 червня
21 червня — 172-й день року (173-й у високосні роки) у григоріанському календарі. До кінця року залишається 193 дні.
Літнє сонцестояння (у високосний рік 20 червня)

## Свята і пам'ятні дні

### Міжнародні
- ООН: Міжнародний день йоги, з 2015 року (A/RES/69/131)
- ООН: Всесвітній день гідрографії (засновано Міжнародним гідрографічним бюро 2005, підтримано резолюцією ООН A/RES/60/30)
- Всесвітній день гуманізму (з початку 1990-х років[1])
- Всесвітній день жирафа.
- Всесвітній день рукостискання.
- Свято музики (у Франції з 1982; 2017 року — у понад 120 країнах[2])
- Міжнародний день скейтбордингу.
- День денного світла.

### Національні
- Україна: День працівника служби контролю за регульованими цінами.
- Україна: День пекторалі із Товстої Могили.
- Канада: День корінних народів (з 2017; з 1996 святкувався як «День аборигенів», з 1945 — «День індіанців»)
- Польща: День підприємця.
- Того: День мучеників.
- Німеччина: День сну. (2000)
- Болівія: Мачак Мара.[3]
- Гренландія,  Данія: Національний день.
- США: День штату Нью-Гемпшир. (1788)

### Релігійні

#### Християнство
Католицька церква:
- День Святого Алойзія Ґонзаги.

 Православна церква:
- Мученика Юліана Тарсійського.
- Священномученика Терентія, єпископа Іконійського.
- Преподобного Юлія, пресвітера, і Юліана, диякона.
- Мучеників Арчила ІІ, царя Іверського, і Луарсаба ІІ, царя Карталинського.

#### Язичництво
- Купала

## Події
- 524 — Годомар, король Бургундії, переміг галлів у битві під Везероном
- 1582 — інцидент у монастирі Хонно, Кіото, Японія.
- 1768 — гайдамаки, учасники Коліївщини, взяли штурмом місто Умань, яке обороняли барські конфедерати.
- 1963 — кардинал Джованні Монтіні обраний 261-м понтифіком Римської католицької церкви, Папою Павлом VI
- 1971 — розкопуючи курган Товста Могила, український археолог Борис Мозолевський відкрив славнозвісну скіфську пектораль

## Народились
Дивись також Категорія:Народились 21 червня
- 1002 — Лев IX, Папа Римський (з 1049 року).
- 1781 — Сімеон-Дені Пуассон, французький фізик і математик.
- 1805 — Микола Закревський, український історик, фольклорист, етнограф, лінгвіст, письменник.
- 1806 — Еміль де Жирарден, французький журналіст, позашлюбний син генерала графа Олександра Жирардена. Був одружений з відомою письменницею Дельфіною де Жирарден.
- 1882 — Давид Бурлюк, український художник-футурист, поет, теоретик мистецтва (+ 1967)
- 1882 — Роквелл Кент, американський художник.
- 1890 — Петро Франко, український письменник, командир авіазагону УГА.
- 1897 — Юрій Кондратюк (Сергій Шаргей), інженер, конструктор, винахідник, теоретик ракетобудування українського походження.
- 1900 — Катерина Грушевська, культуролог, етносоціолог, фольклорист, перекладач, донька Михайла Грушевського.
- 1905 — Жан-Поль Сартр, французький письменник, філософ.
- 1915 — Карло Мікльош, український футболіст, гравець СТ «Україна», президент ФК «Карпати» (1990—1992).
- 1922 — Георгій Аванесов, український диригент.
- 1935 — Франсуаза Саган, французька письменниця.
- 1946 — Євген Федорченко, український актор Львівського українського драмтеатру ім. М.Заньковецької, народний артист України
- 1955 — Мішель Платіні, французький футболіст, тричі володар «Золотого м'яча». Президент УЄФА від 2007 до 2015 року.
- 1962 — Віктор Цой, радянський рок-виконавець 1980-х років.
- 1970 — Тарас Чубай, український автор-виконавець, рок-музикант та композитор.
- 1975 — Сергій Губанов, полковник Національної поліції України. Герой України.
- 1982 — Вільям, принц Уельський, старший син короля Великої Британії Чарльза III та його першої дружини, принцеси Діани, внук Єлизавети II.
- 1986 — Іван Банк, військовослужбовець Збройних сил України, відзначився у ході російського вторгнення в Україну, учасник російсько-української війни, Герой України (посмертно).
- 1987 — Тарас Тополя, соліст популярного українського гурту «Антитіла»

## Померли

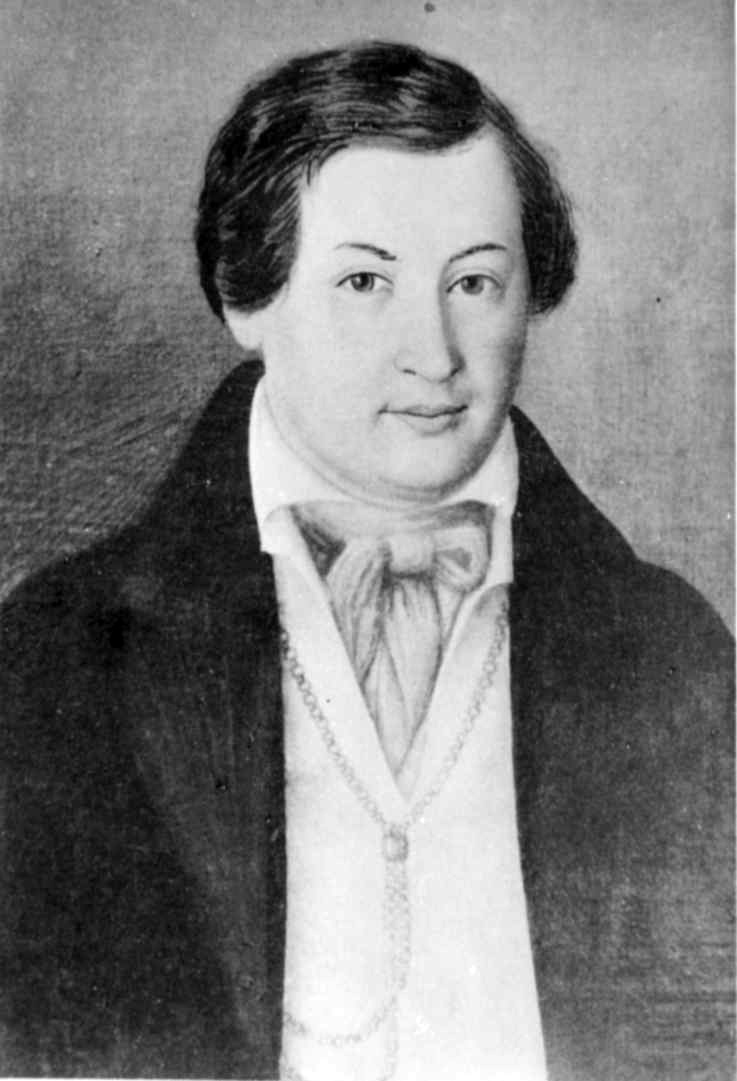
Микола Маркевич

Дивись також Категорія:Померли 21 червня
- 1305 — Вацлав II, король Богемії (1283-1305), та як Вацлав II — король Польщі (1300-1305). Був сином короля Богемії Оттокара ІІ і Кунегунди, доньки князя Чернігівського і Галицького, бана Славонії і Мачви Ростислава IV.
- 1527 — Нікколо Мак'явеллі, політичний мислитель і державний секретар Флоренції
- 1547 — Себастьяно дель Пйомбо, італійський живописець венеційської школи
- 1582 — Ода Нобунаґа, японський самурайський полководець періоду Сенґоку.
- 1653 — Маруся Чурай, легендарна співачка та поетеса (* 1625)
- 1789 — Поль Анрі Гольбах, французький філософ, письменник, просвітитель, енциклопедист.
- 1860 — Микола Маркевич, український історик, етнограф, фольклорист, поет і композитор.

- 1874 — Андерс Йонас Ангстрем, шведський астрофізик, один із засновників спектрального аналізу.
- 1914 — Берта фон Зуттнер, австрійська новелістка, радикальна пацифістка та перша жінка-лауреат Нобелівської премії миру.
- 1940 — Жан Едуар Вюйяр, французький художник, представник символізму й модерну.
- 1954 — Гідеон Сундбек, шведсько-американський інженер та винахідник.
- 1957 — Йоганнес Штарк, німецький фізик, Нобелівський лауреат з фізики.
- 2001 — Джон Лі Гукер, американський блюзовий музикант — гітарист і співак.
- 2018 — Богдан Климчак, український письменник, довголітній політв'язень радянських концтаборів. Один з останніх політв'язнів УССР.

Богдан Климчак